# غاليليو (نظام ملاحة)

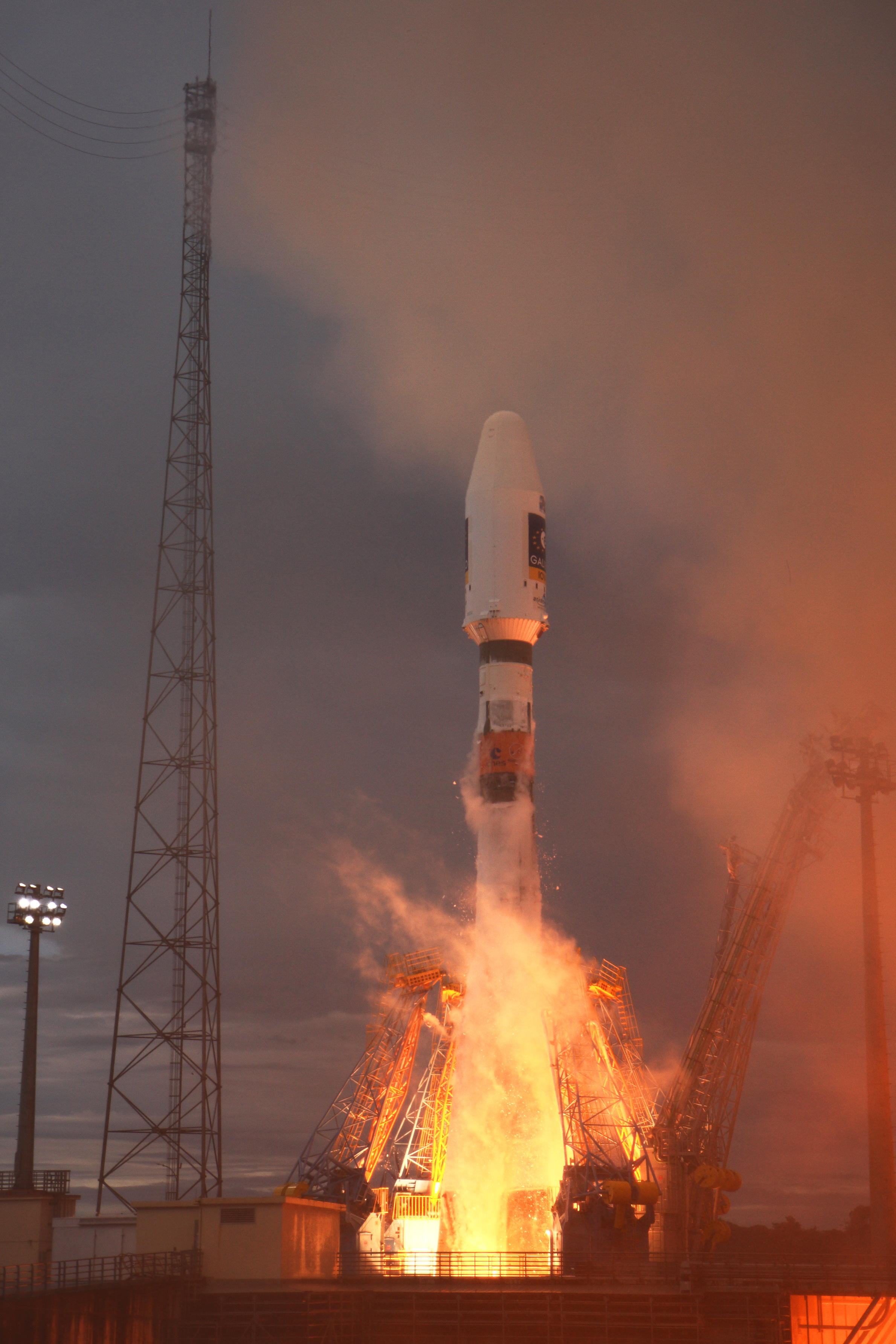
غاليليو تم إطلاقة على صاروخ سويوز في 21 أكتوبر 2011م.

غاليليو أو چاليليو (بالإنجليزية: Galileo) هو نظام ملاحة بالأقمار الصناعية (GNSS) بُنِي وطُوِّر بواسطة الإتحاد الأوربي مع وكالة الفضاء الأوروبية (ESA)، وتديره وكالة الاتحاد الأوروبي لبرنامج الفضاء (EUSPA). يقع مقره الرئيسي في براچ، عاصمة جمهورية التشيك، مع مركزين للعمليات الأرضية في أوبرفافنهوفن في ألمانيا (المسؤولة في الغالب عن التحكم في الأقمار الصناعية)، وفي فوسينو، في إيطاليا (المسؤولة في الغالب عن توفير بيانات الملاحة).
بدأ المشروع الذي كلّف 20 مليار يورو في تقديم خدمات محدودة في عام 2016م. سُمي چاليليو نسبة إلى العالم الفلكي الإيطالي چاليليو چاليلي. واحد من الأهداف السياسية لإطلاق چاليليو هو لتوفير نظام تحديد مواقع عالي الدقة يمكن الاعتماد عليه، حتى لا تضطر السلطات السياسية والعسكرية الأوروبية إلى الاعتماد على نظام التموضع العالمي جي بي اس الأمريكي الذي يمكن أن يُعَطَّل في حال حصول صراعات أو نظام چلوناس الروسي. استخدام خدمات چاليليو الأساسية (أقل دقة) مجاني ومفتوح للجميع. تتوفر خدمة عالية الدقة مجانًا منذ 24 يناير 2023م، وكانت متاحة سابقًا للمستخدمين المصرح لهم من قبل الحكومة فقط. كما سيوفر چاليليو وظيفة البحث والإنقاذ (SAR) في نطاق عالمي كجزء من نظام MEOSAR.
أُطلق أول قمر صناعي تجريبي من چاليليو GIOVE-A في 28 ديسمبر 2005م، بينما أُطلق أول قمر صناعي ليكون جزءًا من النظام التشغيلي في 21 أكتوبر 2011م. بدأ چاليليو في تقديم القدرة التشغيلية المبكرة (EOC) في 15 ديسمبر 2016م، مما يوفر خدمات أولية بإشارة ضعيفة. في أكتوبر 2018م، تم إطلاق أربعة أقمار صناعية أخرى من چاليليو، مما زاد عدد الأقمار الصناعية النشطة إلى 18. في نوفمبر 2018م، وافقت هيئة الاتصالات الفيدرالية (FCC) الأمريكية على استخدام چاليليو في الولايات المتحدة. اعتبارًا من سبتمبر 2024م، يوجد 25 قمرًا صناعيًا مُطلقًا يعمل في كوكبة. ومن المتوقع أن يبدأ الجيل التالي من الأقمار الصناعية في العمل بعد عام 2026م ليحل محل الجيل الأول، والذي يمكن استخدامه بعد ذلك كأقمار احتياطية. تم بناء معظم أقمار البرنامج بواسطة مجموهة OHB في بريمن، ألمانيا، بمساهمة من شركة Surrey Satellite Technology (SSTL) في چيلدفورد، في بريطانيا. يتمتع نظام چاليليو بدقة أكبر من نظام تحديد المواقع العالمي (GPS).

## تاريخ

### الأهداف الرئيسية
في عام ١٩٩٩م، قُرنت المفاهيم المختلفة للمساهمين الرئيسيين الثلاثة في وكالة الفضاء الأوروبية (ESA) (ألمانيا وفرنسا وإيطاليا) لنظام چاليليو، واختُصرت هذه المفاهيم على مفهوم واحد من قِبل فريق مشترك من المهندسين من الدول الثلاث. وتم الاتفاق رسميًا على المرحلة الأولى من برنامج چاليليو في ٢٦ مايو ٢٠٠٣م من قِبل الاتحاد الأوروبي ووكالة الفضاء الأوروبية. صُمم النظام في المقام الأول للاستخدام المدني، على عكس الأنظمة ذات التركيز العسكري في الولايات المتحدة (GPS) وروسيا (GLONASS) والصين (BeiDou)، حيث لا يحدّ چاليليو من دقة التطبيقات غير العسكرية. قد يتعرض النظام الأوروبي للتوقف عن العمل لأغراض عسكرية في حالة نشوب نزاعات المسلحة. قادت إيطاليا وألمانيا تطوير الجيل الأول من برنامج چاليليو، بينما تلعب فرنسا دورًا أكثر بروزًا في تطوير الجيل الثاني من چاليليو (G2G).

رؤية كوكبة الأقمار الصناعية من موقع على سطح الأرض، بحيث يكون هناك دائمًا عدد كافي من الأقمار في فوق الموقع.

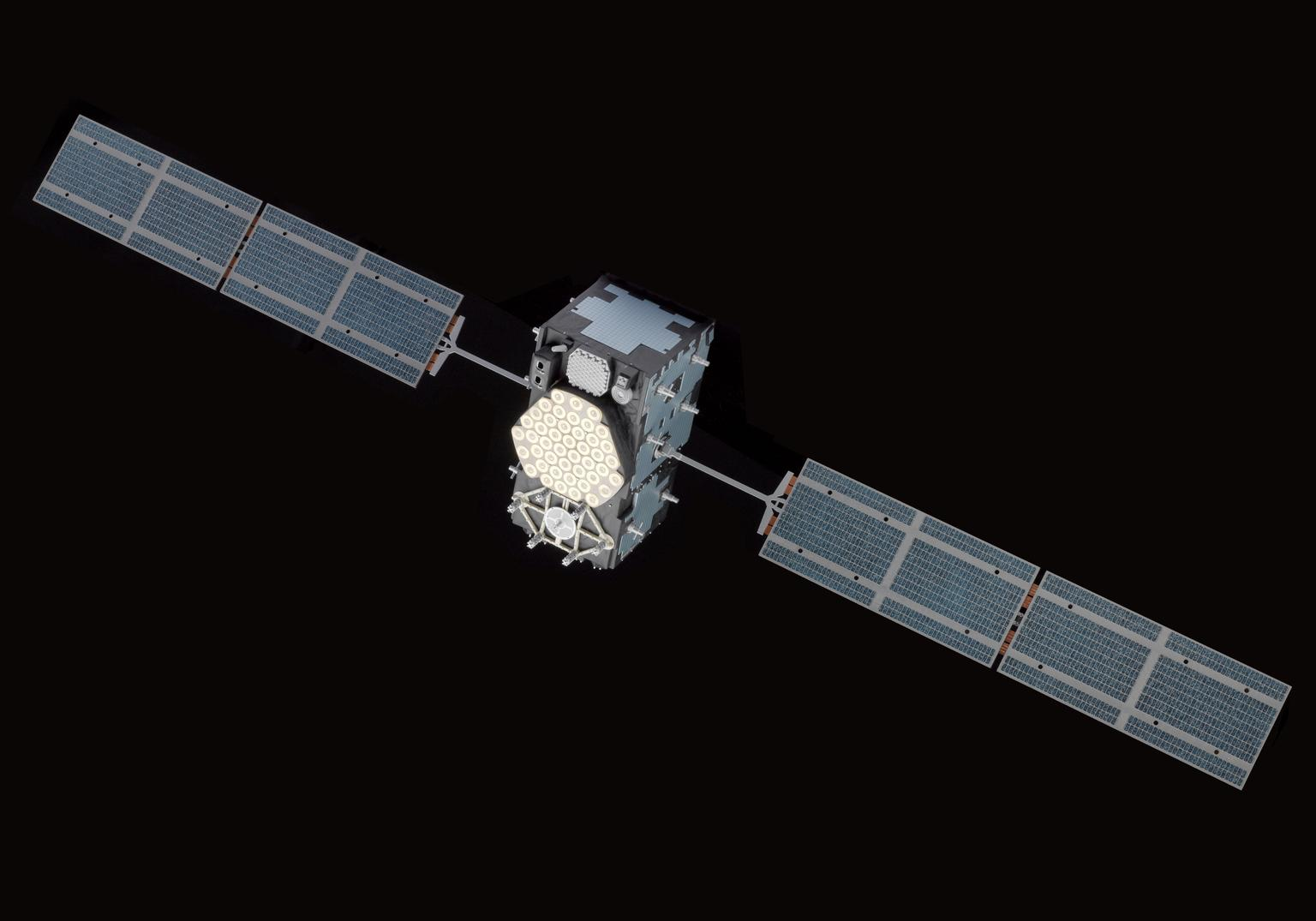
نموذج قمر صناعي چاليليو.